# 皮特縣 (北卡羅萊納州)
皮特县（英語：Pitt County）是美國北卡羅萊納州東部的一個縣。面積1,696平方公里。根据美國2000年人口普查，共有人口133,798人。縣治格林維爾（Greenville）。
成立於1790年4月24日。縣名紀念英國首相老皮特 （William Pitt, 1st Earl of Chatham）。